# Algodres (Fornos de Algodres)
Algodres ist eine Gemeinde (Freguesia) im portugiesischen Kreis (Concelho) von Fornos de Algodres. In ihr leben 290 Einwohner (Stand 19. April 2021).

## Geschichte
Vermutlich entstand der Ort um 1200 im Zuge der Besiedlungspolitik des D.Sancho I. im Zuge der Konsolidierung des unabhängigen Königreich Portugals. König D.Dinis erteilte Algodres 1311 erstmals Stadtrechte (Foral), die König Manuel I. im Jahr 1514 erneuerte. 1811 wurde der Ort zur Vila (Kleinstadt) erhoben. Der bisher eigenständige Kreis Algodres wurde 1821 mit dem von Fornos vereint und erhielt den heutigen Namen. Sitz wurde Fornos, das nun um den Namenszusatz de Algodres erweitert wurde.

## Kultur und Sehenswürdigkeiten
Neben dem alten Rathaus, einem kleinen Herrenhaus (Solar) und der steinernen Brunnenanlage Fonte do Cabeço stehen hier verschiedene Sakralbauten unter Denkmalschutz, darunter die ursprünglich im 12. Jahrhundert errichtete Gemeindekirche Igreja Paroquial de Algodres (auch Igreja de Santa Maria Maior). Nach mehreren Umbauten und Erweiterungen zeigt die ursprünglich romanische Kirche heute manieristische und barocke Elemente, insbesondere die manieristischen Seiten-Retabel aus vergoldetem Holzschnitzwerk (Talha dourada).
Sehenswert ist auch die 1621 errichtete Barockkirche Igreja da Misericórdia de Algodres mit ihren Rokoko-Seitenretabeln aus poliertem Holz und dem seitlich stehenden Glockenturm.
Der charakteristische Schandpfahl (Pelourinho) wurde 1514 errichtet, als Zeichen der erneuerten Stadtrechte durch König Manuel I.

## Verwaltung
Algodres ist Sitz einer gleichnamigen Gemeinde (Freguesia). In der Gemeinde liegen folgende Ortschaften:
- Algodres
- Furtado
- Rancozinho